# Feria de la Miel

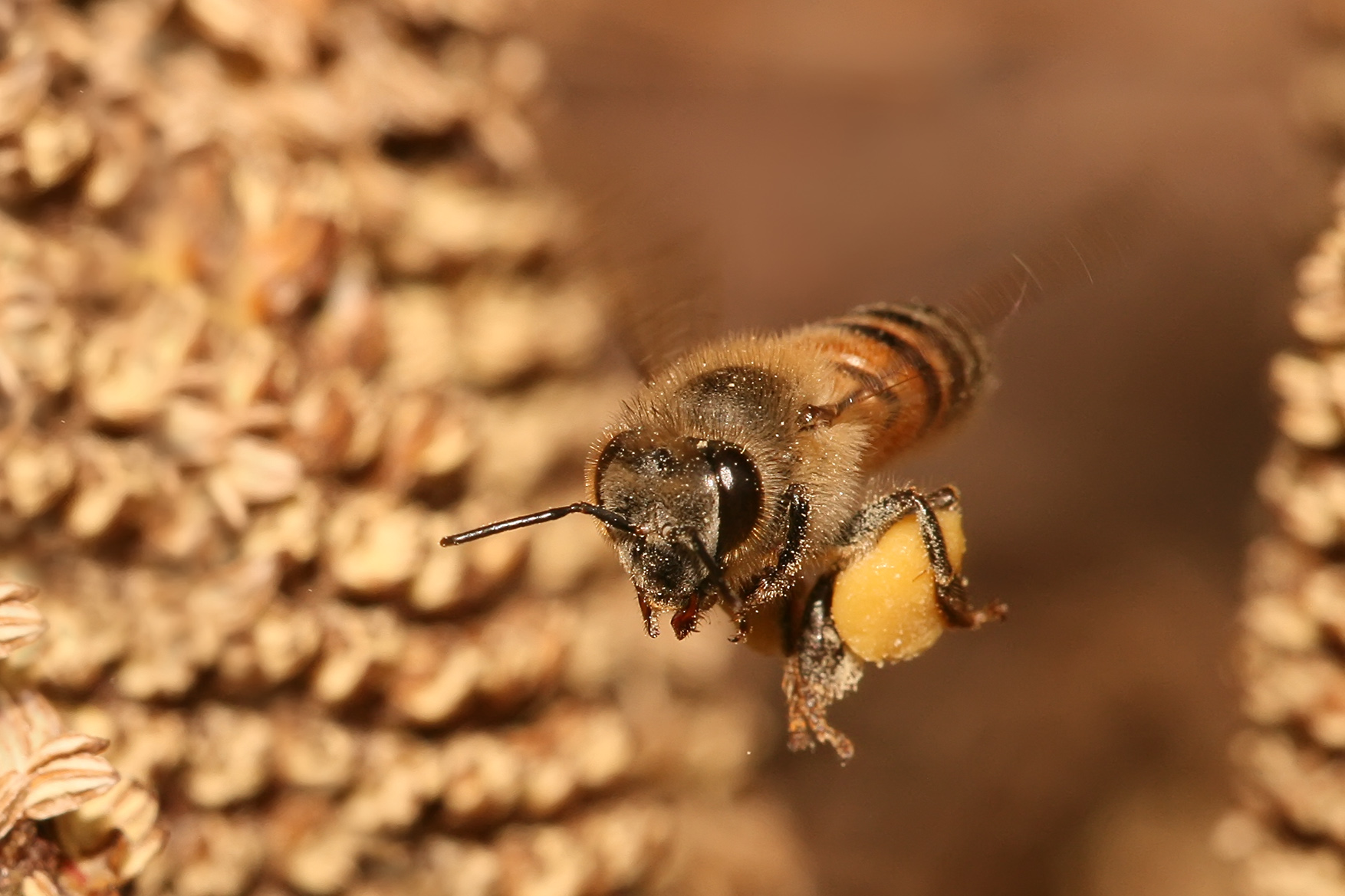
La abeja es la protagonista de esta feria, pues es la productora y de ella depende la producción de todos los productos.

La Feria de la Miel es un certamen apícola celebrado en distintas localidades de España, generalmente en octubre o noviembre; con el propósito de promocionar la miel local y otros productos fabricados con miel.

## Ferias más conocidas[1]
- Feria de la Miel de Boal

Cartel anunciador de la Feria de la Miel de Boal, edición 2023.

Es celebrada, generalmente, el último fin de semana de octubre o primero de noviembre. Es uno de los certámenes apícolas más antiguos de España. El premio El Cortín se creó con el objetivo de apoyar y promocionar la miel, dando premios a las personas que con su perseverancia, participan en la producción de la miel o sus derivados. En esta localidad se puede disfrutar de distintas actividades como talleres o concursos.
- Feria de la Miel de Prado del Rey

Es celebrada a mediados del mes de octubre, el evento, Feria de Apicultura de la Sierra de Cádiz, cuenta con la participación económica de la Diputación de Cádiz. Se suele desarrollar en la carpa expositora, ubicada en el Parque Blas Infante, con el fin de ser un punto de encuentro entre consumidores, apicultores, productores y comercializadores.

Inauguración de la VII Feria de la Apicultura de la Sierra de Cádiz.

Durante esta Feria, se pueden realizar diversas actividades gastronómicas y culturales, como la exposición de productos y materiales apícolas o degustar las denominadas Tapas, realizadas con miel de la zona.
Según fuentes oficiales, el 70% de la miel de la Provincia de Cádiz es producida en este municipio, resaltando la importancia de esta localidad en la producción de miel.
- Feria de la Miel de Pastrana

Es celebrada a principios de marzo, bajo el nombre de la Feria Apícola Internacional. Es una de las más antiguas de España. En esta Feria, se reúnen representantes de países europeos donde se exponen productos apícolas, pero también es un foro de comunicación y reuniones de profesionales del sector. Se pueden disfrutar de diversas actividades como cata de mieles para el público, actividades didácticas para niños, concursos de cortos y etiquetas infantil, taller de la extracción de la miel para familias con niños.
- Feria de la Miel de Torrelavega

Presentación la XIII Feria Nacional Apícola.

Es celebrada a finales de octubre, bajo el nombre de la Feria Apícola de Torrelavega. Es un evento que reúne a los apicultores del norte de España y que se ha convertido en una de las grandes citas apícolas de la actualidad, con la visita y/o participación de casi 500 asistentes. Junto a la Feria de la Miel de Pastrana es una de las más influyentes en el sector. En el evento, el ayuntamiento acoge alrededor de 70 expositores que dan a conocer sus productos apícolas y materiales. Se pueden disfrutar de actividades sociales como un ciclo de conferencias técnicas, demostración de maquinaria para la apicultura, concursos de dibujos para niños, concursos de cocinas y Taller de Costura.